# Geomalacus oliveirae
Geomalacus oliveirae is een slakkensoort uit de familie van de Arionidae. De wetenschappelijke naam van de soort is voor het eerst geldig gepubliceerd in 1891 door Simroth.